# Bitka kod Mons Seleucusa
Bitka kod Mons Seleucusa, poznata i kao bitka na rijeci Izeri, odigrala se 353. između rimskih snaga pod carem Konstancijem II na jednoj, te rimskih snaga pod uzurpatorom Magnencijem na drugoj strani. Tri godine ranije Magnencije se pobunio i ubio Konstancijevog brata i suvladara Konstansa I., zavladavši zapadnim dijelom Carstva. U rujnu 351. Magnencije je poražen u Bitci kod Murse, ali su snagama Konstancija naneseni teški gubitci, što ga je kao i uništenje njegove prethodnice kod Pavije 352., spriječilo da u potpunosti iskoristi svoju pobjedu, te je godinu dana proveo konsolidirajući vlast u Italiji, dok je Magnencije popunjavao redove svoje vojske u Galiji. Konstancije je napad pokrenuo u ljeto 353. iz Mediolanuma (današnjeg Milana) te prešao Alpe, a Magnencije ga je pokušao zaustaviti na jugoistoku područja. Prije ili za vrijeme bitke Konstanciju su prebjegle germanske pomoćne snage pod Hnodomirom. Zbog toga je bitka završila Konstancijevom pobjedom, a Magnencije se povukao u Lugdunum. Tamo su se njegovi vojnici pobunili te ga zarobili, nastojeći izručenjem dobiti pomilovanje od Konstancija. Magnencije ih je u zatvoru preduhitrio izvršivši samoubojstvo 10. kolovoza. Time je Konstancije postao jedini vladar Rimskog Carstva. Njegova pobjeda je, međutim, izvojevana uz neočekivano velike ljudske žrtve i gubitak najiskusnijih pripadnika rimske vojske; povjesničari vjeruju da je to doprinijelo da rimske granice u sljedećim desetljećima postanu izložene najžešćim barbarskim napadima od kraja krize 3. stoljeća.